# رون بيرلمان
رون بيرلمان (بالإنجليزية: Ron Perlman)‏ ممثل أمريكي من مواليد 13 أبريل 1950، حاصل على جائزة الغولدن غلوب 1989 لأفضل ممثل في مسلسل درامي عن دوره في الجميلة والوحش.

## مواقع خارجية
- رون بيرلمان على موقع IMDb (الإنجليزية)
- رون بيرلمان على موقع روتن توميتوز (الإنجليزية)
- رون بيرلمان على موقع مونزينجر (الألمانية)
- رون بيرلمان على موقع قاعدة بيانات الأفلام العربية
- رون بيرلمان على موقع ألو سيني (الفرنسية)
- رون بيرلمان على موقع ميوزك برينز (الإنجليزية)
- رون بيرلمان على موقع تيرنر كلاسيك موفيز (الإنجليزية)
- رون بيرلمان على موقع أول موفي (الإنجليزية)
- رون بيرلمان على موقع بوكس أوفيس موجو (الإنجليزية)
- رون بيرلمان على موقع قاعدة بيانات برودواي على الإنترنت (الإنجليزية)
- رون بيرلمان على موقع قاعدة بيانات برودواي على الإنترنت (الإنجليزية)
- قالب:Allmovie name
- Ron Perlman interview
- Ron Perlman at الطماطم الفاسدة